# Barry Bonds
Barry Bonds (født 24. juli 1964) er en amerikansk baseballspiller for San Francisco Giants. Statistisk set er han en af de absolut bedste offensive spillere nogensinde.
Han er indehaver af rekorden for flest home runs i en sæson (73) samt i karrieren (762). Bonds er 7 gange blevet kåret som MVP (ligaens mest værdifulde spiller), hvilket er rekord. Han er den eneste baseballspiller, der både har slået mere end 400 home runs og stjålet mere end 400 baser i sin karriere. Ud over hans åbenlyse offensive kvaliteter har han også vundet 8 Gold Glove-priser som ligaens defensivt set bedste leftfielder.
Efter at have vundet 4 MVP-priser i træk fra 2001 til 2004 var Bonds ude det meste af 2005-sæsonen pga. en knæskade, men vendte derefter tilbage som fuldtidsspiller, om end med reduceret spilletid for at undgå yderligere skader.
Han har desuden været centrum for stor spekulation om brug af anabolske steroider, hvilket 16. november 2007 kulminerede i en anholdelse for at have løjet for retten i forbindelse med en høring om dopingmisbrug. U.S. Court of Appeals for the Ninth Circuit ophævede i 2015 straffen på grund af manglende beviser.

## Livshistorie
Barry Bonds er søn af den tidligere stjernespiller Bobby Bonds. Efter at have bestået sin eksamen i college begyndte Barry sin professionelle karriere for Pittsburgh Pirates i 1986. Han viste sig hurtigt både at være god til at slå home runs og løbe på baserne, et sjældent miks. Fra 1990 til 1992 havde han tre fænomenale sæsoner med et højt batting average, over 100 RBI pr. sæson og mange stjålne baser, hvilket gav ham MVP-prisen i 1990 og 1992.
Bonds' kontrakt udløb i 1992, og han flyttede derfor til ligarivalerne San Francisco Giants, som hans far havde spillet for i syv år af sin karriere. Barry havde sin hidtid bedste sæson i 1993, hvor han for første gang slog over 40 home runs, og igen vandt han MVP-prisen. I løbet af de næste fem år etablerede han sig som en af ligaens absolut bedste all-round-spillere, konstant med mere end 30 home runs, 100 RBI, et batting average over 0,290 og 20-40 stjålne baser pr. sæson.
Efter et skadesplaget år i 1999 vendte Bonds tilbage i det nye årtusinde som en helt ny spiller. Væk var hurtigheden på baserne, men til gengæld havde et hårdt bodybuildingprogram gjort ham til en ren home run-maskine. I 2000 slog han 49 home runs, men den virkelige åbenbaring kom i 2001, hvor Bonds løftede nationens humør efter terrorangrebet ved at slå 73 home runs, en ny rekord. De følgende tre sæsoner slog han et lidt mere moderat antal (45-46), men til gengæld var hans batting average højere end nogensinde før. Han vandt da også MVP-prisen fire år i træk fra 2001 til 2004, og modstanderholdenes trænere var så bange for hans kræfter, at de ofte valgte bare at få deres pitcher til at kaste uden for strikezonen, så Bonds ikke fik chancen for at ramme bolden.
I 2005, det år hvor han formentlig kunne have nået andenpladsen på listen over flest home runs i karrieren, sad Barry ude med en knæskade næsten hele sæsonen. Han nåede først tilbage d. 12. september, men i kun 14 kampe lykkedes det ham alligevel at slå 5 home runs. I 2006 undgik Bonds store skader, men hans offensive produktion var faldet betydeligt i forhold til hans storhedsdage. Han betragtes dog stadig som en af de mest frygtede hittere i baseball. Den 28. maj 2006 slog han endelig sin 715. home run i karrieren og passerede dermed Babe Ruth på andenpladsen. Efter sæsonen skrev han en ét-års kontrakforlængelse med Giants.
Bonds' 2007-sæson var præget af et stort mediefurore omkring rekorden for flest home runs i karrieren. Han fik en rigtig god start på året med 8 home runs i den første måned, men derefter gik dampen lidt af hans bat, efterhånden som Hank Aarons rekord på 755 nærmede sig. Den 4. august 2007 nåede Bonds op på Aarons rekord, og tre dage senere, den 7. august, slog han endelig nr. 756 på hjemmebane i San Francisco. Selvom øjeblikket blev fejret, og Hank Aaron på stadionets storskærm hyldede Bonds' præstation, har mange fans og journalister givet deres utilfredshed til kende over, at Bonds – der af mange anses for at være dopingsynder med en ubehagelig personlighed – nu har overtaget en af baseballs mest elskede rekorder. Bonds sluttede sæsonen med 762 home runs.

## Dopinganklage
I 2003 blev Bonds' personlige træner Greg F. Anderson fra firmaet BALCO dømt for at have givet anabole steroider til professionelle atleter, inklusive en række unavngivne baseballspillere. Dette fik mange til at mistænke Bonds. I 2004 erklærede han foran en jury, at han havde fået udleveret to medikamenter af Anderson. Bonds udtalte endvidere, at han på det tidspunkt ikke mistænkte det for at være doping. Anderson er siden da blevet arresteret ad flere omgange for at nægte at ville udtale sig til en domstol.
I USA debatteres det bredt, hvorvidt Bonds er skyldig i steroidemisbrug, og om hvorvidt dette har haft en indflydelse på hans præstationer. Det er i den forbindelse vigtigt at huske, at Bonds ikke kun er kendt for sin styrke, men også for sin evne til at få bolden sikkert i spil og komme ofte på base.
Den 16. november 2007 blev Barry Bonds anholdt og anklaget for at have løjet for retten i 2003 i forbindelse med høringer om BALCO-skandalen. Staten, der fungerer som anklagende part i sagen, påstår, at undersøgelsesholdet er i besiddelse af positive test for anabolske steroider og andre præstationsfremmende midler. Bonds erklærede sig uskyldig i alle anklagepunkterne den 7. december 2007. Den næste høring skal finde sted 7. februar 2008. Hvis Bonds findes skyldig, kan han dømmes til at sidde maksimalt 30 år i fængsel. Realistisk set menes han dog næppe at kunne blive idømt mere end ét års fængselsstraf.
Sagen faldt i 2015 på grund af manglende beviser.
- Se også: Barry Bondsagen om mened (en)

## Rekorder
Se artiklen om baseballstatistikker for en forklaring af nedenstående udtryk.
- Flest home runs i en sæson: 73 (2001).
- Flest home runs i karrieren: 762.
- Højest slugging percentage i en sæson: 0,863 (2001).
- Højest on base percentage i en sæson: 0,609 (2004).
- Højest OPS i en sæson: 1,422 (2004).
- Flest walks i karrieren: 2.558.
- Flest walks i en sæson: 232 (2004).
- Flest intentional walks i en 9-innings kamp: 4 (2004).
- Flest intentional walks i en sæson: 120 (2004).
- Flest intentional walks i karrieren: 688. Dette er flere end nr. 2 og 3 på listen tilsammen.
- Den eneste spiller, der har slået mindst 400 home runs og stjålet mindst 400 baser i sin karriere (1998).
- Den eneste spiller, der har slået mindst 500 home runs og stjålet mindst 500 baser i sin karriere (2003).

Ud over at være indehaver af ovenstående rekorder har Barry Bonds også gjort sig bemærket på en række andre måder:
- En af de tre medlemmer af den såkaldte 40-40 klub, der er forbeholdt spillere, som har slået mindst 40 home runs og stjålet mindst 40 baser i én sæson (de to andre medlemmer er Alex Rodriguez og José Canseco).
- Har været nr. 1 i ligaen mht. batting average 2 gange (i 2002 og 2004).
- I 2007 var hans årsløn 15,5 mio. $.
- Han er en af de få professionelle, der ikke er medlem af spillerforeningen, da han mener, at individuelle marketingaftaler vil være mere økonomisk fordelagtige for ham.